# Johann Carl Hocheder
Johann Carl Hocheder (* 2. Dezember 1800 bei Zell am Ziller; † 15. März 1864 in Wien) war ein österreichischer in Südamerika tätiger Montanist und Mineraloge.
Hocheder war bis 1820 in Tirol als Goldwäscher tätig, er studierte dann an der Berg- und Forsthochschule Schemnitz. Anschließend war er in Böckstein, Brixlegg, Sterzing und Fügen tätig. Zwischen 1830 und 1840 war Hocheder u. a. in einem Goldbergwerk in Minas Gerais in Brasilien tätig. Dort legte er eine umfangreiche Sammlung von Gesteinsproben und Mineralien an, die heute teilweise im Naturhistorischen Museum Wien zu betrachten sind. Nach der Rückkehr wurde er Honorar-Bergamts-Assessor.